# Parafia św. Franciszka z Asyżu w Wieliczce
Parafia św. Franciszka z Asyżu w Wieliczce – parafia rzymskokatolicka należąca do dekanatu Wieliczka Wschód archidiecezji krakowskiej. 
Parafia utworzona w 1983 roku, prowadzona przez ojców Franciszkanów-Reformatów. Kościół parafialny wybudowany w latach 1624–1626, konsekrowany w 1626 roku. Mieści się przy ulicy Brata Alojzego Kosiby.